# Osphranter
Osphranter és un gènere de marsupials diprotodonts de la família dels macropòdids. Conté el marsupial vivent més gros, el cangur vermell (O. rufus).
El 2019, una revisió de la taxonomia dels macròpodes conclogué que Osphranter i Notamacropus, fins aleshores considerats subgèneres de Macropus, havien de ser elevats a la categoria de gènere. L'Australian Faunal Directory acceptà el canvi el 2020.